# Luganoia
Luganoia è un genere di pesci ossei estinto, di incerta collocazione sistematica. Visse nel Triassico medio (Anisico/Ladinico, circa 244 – 240 milioni di anni fa) e i suoi resti fossili sono stati ritrovati in Europa e in Asia.

## Descrizione
Questo pesce, lungo al massimo una decina di centimetri, possedeva un corpo allungato e fusiforme, ed era caratterizzato da un muso piuttosto appuntito. La volta cranica era triangolare e appiattita, ed era composta da solo tre elementi: le ossa frontali fuse e i parieto-dermopterotici appaiati. Luganoia era inoltre caratterizzato da una doppia serie di piccoli elementi sopraorbitali laterali rispetto alle ossa frontali. Le fauci erano di forma allungata, con grandi denti appuntiti; la mascella era fusa con parte della serie infraorbitale e sorreggeva una larga placca posteriore. Le pinne erano ben sviluppate; la pinna caudale era omocerca. Le scaglie della regione dei fianchi erano molto alte. 

## Classificazione
La specie tipo, Luganoia lepidosteoides, venne descritta per la prima volta da Brough nel 1939, sulla base di fossili ritrovati  nel famoso giacimento di Besano (Italia). Successivamente altri fossili sono stati ritrovati nella zona di Monte San Giorgio in Svizzera e in Catalogna (Spagna). Inizialmente Brough descrisse altre due specie appartenenti al genere Luganoia (L. intermedia e L. macrodentata), ma successivi studi (Burgin, 1992) indicherebbero che le differenze tra le presunte specie siano attribuibili a variabilità individuali. Un altro fossile proveniente dal Triassico superiore di Raibl (Friuli, Italia) e noto come Orthurus sturii è molto simile a Luganoia, ma è completamente privo di scaglie; ciò potrebbe essere dovuto a condizioni di conservazione del fossile e non a una effettiva assenza di scaglie nell'animale in vita. Se così fosse, il fossile di Raibl estenderebbe la presenza di Luganoia anche nel Triassico superiore. Nel 2020 è stata descritta un'altra specie, L. fortuna, proveniente dal Triassico medio del Guizhou, in Cina.
Luganoia è stato per lungo tempo ascritto all'eterogeneo gruppo dei perleidiformi, un gruppo di pesci ossei tipici del Triassico dalle caratteristiche intermedie tra gli arcaici paleonisciformi e i più derivati olostei; in ogni caso, date le peculiarità della regione cranica, Luganoia è stato posto in una famiglia a sé stante (Luganoiidae), e già nel 1958 Lehman lo aveva posto in un ordine separato, Luganoiiformes, forse alla base dei Chondrostei; ulteriori studi porrebbero Luganoia vicino all'origine dei Neopterygii. Un genere affine, sempre proveniente dal giacimento di Besano, è Besania.

## Paleoecologia
Luganoia era sicuramente un piccolo predatore che si spostava agilmente nelle acque costiere alla ricerca di pesci più piccoli e veloci. Data la forma del corpo e la posizione arretrata delle pinne, sembra che Luganoia praticasse caccia d'agguato.